# Praia da Marinha
Der Praia da Marinha ist ein Strand an der Algarve, der südlichsten portugiesischen Provinz. Er gehört zum Verwaltungsgebiet von Lagoa und befindet sich an der so genannten „Felsalgarve“. Viele Urlauber des nahen, etwa 5 km entfernten Urlaubsortes Carvoeiro nutzen den Strand zum Baden, Tauchen und Schnorcheln.
Der Strand ist zum Norden hin durch 30 m hohe Felsklippen geschützt. Die Felsen halten gerade in der Nebensaison kühlere Nordwinde ab, so dass man selbst zur Winterzeit bei Hochdruckwetterlage bei angenehmen Temperaturen sonnenbaden kann. Man erreicht den Strand, indem man von Carvoeiro aus ostwärts in Richtung des Küstenortes Benagil fährt. Von dort ist der etwa 2 km entfernte Strand gut ausgeschildert.
Oberhalb des Strandes befindet sich ein großer Parkplatz. Ostwärts ist der Zugang zum Strand, der über einige Treppen zu erreichen ist. Der Strand gliedert sich in drei Bereiche – dem ersten Bereich (80 m × 80 m) mit Snackbar schließt sich 150 m weiter in Westrichtung ein schmaler Bereich an (10 bis 20 m). Am Westende des Strandes öffnet er sich wieder zum dritten Abschnitt, einem größeren Areal von etwa 60 m × 60 m. Ein weiter westlich gelegener Abschnitt ist nur durch Überwinden der Reste eines im Jahr 1998 zusammengestürzten Felsens erreichbar.
Im Sommer werden Tretboote vermietet. In unmittelbarer Nähe befinden sich die größten Meeresgrotten der Algarve, zu denen in der Saison Fischerboote Fahrten anbieten.
Der Parkplatz oberhalb des Strandes eignet sich als Ausgangspunkt zu einer Klippenwanderung zur Wallfahrtskirche Nossa Senhora da Rocha oder nach Carvoeiro. Seit 2010 ist der Wanderweg ausgeschildert und markiert.
Der nächste Strand in Ostrichtung ist der Praia da Albandeira, etwa 1,5 km entfernt, der nächste in Westrichtung ist der Praia Benagil.